# ایوان دیچکو
ایوان دیچکو (روسی: Иван Фёдорович Дычко؛ زادهٔ ۱۱ اوت ۱۹۹۰) بوکسور اهل قزاقستان است.